# Tom Walker (Musiker)

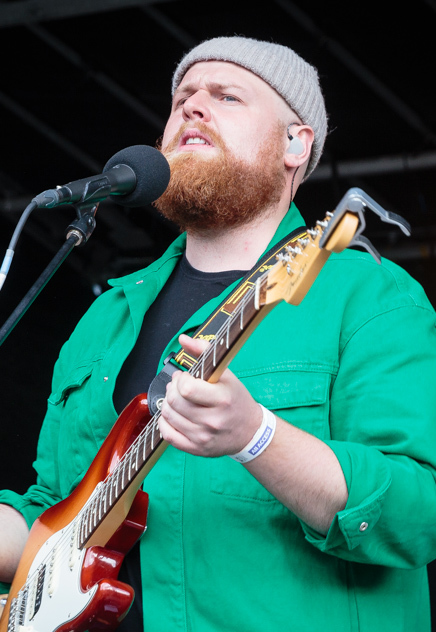
Tom Walker (2018)

Tom Walker (* 17. Dezember 1991) ist ein schottischer Singer-Songwriter, der Ende 2017 durch seinen Hit Leave a Light On internationale Bekanntheit erlangte.

## Biografie
Tom Walker wurde in Schottland geboren und wuchs in Manchester, England auf. In seiner Kindheit entwickelte er ein Interesse für Musik und brachte sich anschließend selbst das Spielen mehrerer Musikinstrumente bei.
Walker schloss eine Ausbildung am London College of Contemporary Music ab und zog anschließend in ein Haus mit Heimstudio, wo er bei einer Probe vom Musiklabel Rentless Records entdeckt wurde. Im März 2017 wurde er zu Elvis Duran's Artist of the Month gewählt und führte das erste Mal seinen Song Just You And I in der NBC’s Today Show live auf. Der Song erreichte auf Spotify über 21 Millionen Streams. Im Mai 2017 veröffentlichte Walker seine erste EP Blessings. Die Single Heartland, welche in Zusammenarbeit mit Naughty Boy produziert wurde, wurde im August in die Playlist von BBC Radio 1 aufgenommen. Anfang 2018 wurde er in die Nominiertenliste von Sound of 2018 aufgenommen.
Am 13. Oktober 2017 wurde die Single Leave a Light On veröffentlicht. Diese erreichte hohe Chartplatzierungen in vielen Ländern Europas, darunter die Top 10 in Deutschland, Österreich, der Schweiz und im Vereinigten Königreich.
Anfang 2024 veröffentlichte Walker seine Single Head Underwater.

## Diskografie

### Studioalben
| Jahr | Titel Musiklabel                                  | Höchstplatzierung, Gesamtwochen, AuszeichnungChartplatzierungen (Jahr, Titel, Musiklabel, Platzierungen, Wochen, Auszeichnungen, Anmerkungen) | Höchstplatzierung, Gesamtwochen, AuszeichnungChartplatzierungen (Jahr, Titel, Musiklabel, Platzierungen, Wochen, Auszeichnungen, Anmerkungen) | Höchstplatzierung, Gesamtwochen, AuszeichnungChartplatzierungen (Jahr, Titel, Musiklabel, Platzierungen, Wochen, Auszeichnungen, Anmerkungen) | Höchstplatzierung, Gesamtwochen, AuszeichnungChartplatzierungen (Jahr, Titel, Musiklabel, Platzierungen, Wochen, Auszeichnungen, Anmerkungen) | Anmerkungen                                            |
| Jahr | Titel Musiklabel                                  | DE | AT | CH | UK | Anmerkungen                                            |
| ---- | ------------------------------------------------- | --- | --- | --- | --- | ------------------------------------------------------ |
| 2019 | What a Time to Be Alive Relentless Records (Sony) | DE19 (3 Wo.)DE | AT34 (1 Wo.)AT | CH8 Gold · (8 Wo.)CH | UK1 Platin · (78 Wo.)UK | Erstveröffentlichung: 1. März 2019 Verkäufe: + 380.000 |
| 2024 | I Am Relentless Records (Sony)                    | — | — | — | UK4 (1 Wo.)UK | Erstveröffentlichung: 20. September 2024               |

### EPs
- 2017: Blessings

### Singles als Leadmusiker
| Jahr | Titel Album                               | Höchstplatzierung, Gesamtwochen, AuszeichnungChartplatzierungen (Jahr, Titel, Album, Platzierungen, Wochen, Auszeichnungen, Anmerkungen) | Höchstplatzierung, Gesamtwochen, AuszeichnungChartplatzierungen (Jahr, Titel, Album, Platzierungen, Wochen, Auszeichnungen, Anmerkungen) | Höchstplatzierung, Gesamtwochen, AuszeichnungChartplatzierungen (Jahr, Titel, Album, Platzierungen, Wochen, Auszeichnungen, Anmerkungen) | Höchstplatzierung, Gesamtwochen, AuszeichnungChartplatzierungen (Jahr, Titel, Album, Platzierungen, Wochen, Auszeichnungen, Anmerkungen) | Anmerkungen                                                               |
| Jahr | Titel Album                               | DE | AT | CH | UK | Anmerkungen                                                               |
| ---- | ----------------------------------------- | --- | --- | --- | --- | ------------------------------------------------------------------------- |
| 2017 | Leave a Light On What a Time to Be Alive  | DE8 ×3Dreifachgold · (28 Wo.)DE | AT2 ×2Doppelplatin · (22 Wo.)AT | CH3 ×3Dreifachplatin · (47 Wo.)CH | UK7 ×4Vierfachplatin · (63 Wo.)UK | Erstveröffentlichung: 13. Oktober 2017 Verkäufe: + 3.910.000              |
| 2019 | Just You and I What a Time to Be Alive    | DE93 Gold · (3 Wo.)DE | AT64 (5 Wo.)AT | CH57 Platin · (14 Wo.)CH | UK3 ×3Dreifachplatin · (45 Wo.)UK | Erstveröffentlichung: 11. Januar 2019 Verkäufe: + 2.305.000               |
| 2019 | Now You’re Gone What a Time to Be Alive   | — | — | — | UK79 Silber · (7 Wo.)UK | Erstveröffentlichung: 31. Mai 2019 Verkäufe: + 200.000 feat. Zara Larsson |
| 2019 | Better Half of Me What a Time to Be Alive | — | — | — | UK30 Platin · (16 Wo.)UK | Erstveröffentlichung: 4. Oktober 2019 Verkäufe: + 600.000                 |
| 2020 | Wait for You I Am                         | — | — | — | UK47 Silber · (10 Wo.)UK | Erstveröffentlichung: 12. Juni 2020 Verkäufe: + 200.000                   |

Weitere Singles
- 2016: Sun Goes Down (feat. Kojey Radical)
- 2016: Fly Away with Me
- 2016: Play Dead
- 2017: Blessings
- 2017: Rapture
- 2017: Heartland
- 2017: Karma
- 2017: What a Time to Be Alive
- 2018: My Way
- 2018: Angels (UK: Silber)
- 2019: All That Matters
- 2019: Not Giving In
- 2019: Heartbeats
- 2021: Something Beautiful (feat. Masked Wolf)
- 2021: For Those Who Can’t Be Here
- 2022: Serotonin
- 2022: Number 10
- 2022: The Best Is Yet to Come
- 2022: Castles (mit Hybrid Minds)
- 2023: Burn
- 2023: Freaking Out
- 2024: Head Underwater
- 2024: Lifeline

### Singles als Gastmusiker
| Jahr | Titel Album                         | Höchstplatzierung, Gesamtwochen, AuszeichnungChartplatzierungen (Jahr, Titel, Album, Platzierungen, Wochen, Auszeichnungen, Anmerkungen) | Höchstplatzierung, Gesamtwochen, AuszeichnungChartplatzierungen (Jahr, Titel, Album, Platzierungen, Wochen, Auszeichnungen, Anmerkungen) | Anmerkungen                                                                            |
| Jahr | Titel Album                         | DE | UK | Anmerkungen                                                                            |
| ---- | ----------------------------------- | --- | --- | -------------------------------------------------------------------------------------- |
| 2018 | Walk Alone Toast to Our Differences | — | UK80 Silber · (2 Wo.)UK | Erstveröffentlichung: 26. Oktober 2018 Verkäufe: + 200.000 Rudimental feat. Tom Walker |
| 2022 | Sun Will Shine Pink                 | DE— aDE | — | Erstveröffentlichung: 29. Juli 2022 Robin Schulz feat. Tom Walker                      |

Weitere Gastbeiträge
- 2018: Human (Dodie feat. Tom Walker)
- 2018: Hola (I say) (Marco Mengoni feat. Tom Walker)
- 2018: Leave a Light On (Red Hot Chilli Pipers feat. Tom Walker)

## Auszeichnungen für Musikverkäufe
| Goldene Schallplatte - Australien - 2019: für die Single Just You and I - Dänemark - 2022: für die Single Leave a Light On - 2025: für das Album What a Time to Be Alive - Frankreich - 2021: für die Single Just You and I - Italien - 2024: für das Album What a Time to Be Alive - Kanada - 2019: für die Single Just You and I - Niederlande - 2018: für die Single Leave a Light On - Norwegen - 2019: für das Album What a Time to Be Alive - Polen - 2024: für das Album What a Time to Be Alive - Spanien - 2024: für die Single Just You and I | Platin-Schallplatte - Belgien - 2018: für die Single Leave a Light On - Italien - 2019: für die Single Just You and I - Kanada - 2019: für die Single Leave a Light On - Neuseeland - 2021: für die Single Just You and I - 2025: für das Album What a Time to Be Alive - Polen - 2019: für die Single Leave a Light On - Spanien - 2024: für die Single Leave a Light On 2× Platin-Schallplatte - Italien - 2018: für die Single Leave a Light On | 3× Platin-Schallplatte - Australien - 2020: für die Single Leave a Light On - Italien - 2019: für die Single Hola (I Say) - Neuseeland - 2023: für die Single Leave a Light On Diamantene Schallplatte - Frankreich - 2019: für die Single Leave a Light On |

Anmerkung: Auszeichnungen in Ländern aus den Charttabellen bzw. Chartboxen sind in ebendiesen zu finden.
| Land/RegionAuszeichnungen für Musikverkäufe (Land/Region, Auszeichnungen, Verkäufe, Quellen) | Silber     | Gold       | Platin       | Diamant  | Verkäufe  | Quellen                    |
| -------------------------------------------------------------------------------------------- | ---------- | ---------- | ------------ | -------- | --------- | -------------------------- |
| Australien (ARIA)                                                                            | —          | Gold1      | 3× Platin3   | —        | 245.000   | aria.com.au                |
| Belgien (BRMA)                                                                               | —          | —          | Platin1      | —        | 40.000    | ultratop.be                |
| Dänemark (IFPI)                                                                              | —          | 2× Gold2   | —            | —        | 55.000    | ifpi.dk                    |
| Deutschland (BVMI)                                                                           | —          | 2× Gold2   | Platin1      | —        | 800.000   | musikindustrie.de          |
| Frankreich (SNEP)                                                                            | —          | Gold1      | —            | Diamant1 | 433.333   | snepmusique.com            |
| Italien (FIMI)                                                                               | —          | Gold1      | 6× Platin6   | —        | 325.000   | fimi.it                    |
| Kanada (MC)                                                                                  | —          | Gold1      | Platin1      | —        | 120.000   | musiccanada.com            |
| Neuseeland (RMNZ)                                                                            | —          | —          | 5× Platin5   | —        | 135.000   | radioscope.co.nz NZ2       |
| Niederlande (NVPI)                                                                           | —          | Gold1      | —            | —        | 20.000    | nvpi.nl                    |
| Norwegen (IFPI)                                                                              | —          | Gold1      | —            | —        | 10.000    | ifpi.no                    |
| Österreich (IFPI)                                                                            | —          | —          | 2× Platin2   | —        | 60.000    | ifpi.at                    |
| Polen (ZPAV)                                                                                 | —          | Gold1      | Platin1      | —        | 30.000    | olis.pl                    |
| Schweiz (IFPI)                                                                               | —          | Gold1      | 4× Platin4   | —        | 90.000    | hitparade.ch musikwoche.de |
| Spanien (Promusicae)                                                                         | —          | Gold1      | Platin1      | —        | 90.000    | elportaldemusica.es        |
| Vereinigtes Königreich (BPI)                                                                 | 4× Silber4 | —          | 9× Platin9   | —        | 6.040.000 | bpi.co.uk                  |
| Insgesamt                                                                                    | 4× Silber4 | 13× Gold13 | 34× Platin34 | Diamant1 |           |                            |